# Bjørnafjorden (gemeente)
Bjørnafjorden is een gemeente in de Noorse provincie Vestland. De gemeente ontstond in 2020 uit de fusie van de vroegere gemeenten Os en Fusa in de vroegere provincie Hordaland. De gemeente telt bijna 25.000 inwoners (2019).
De gemeente is vernoemd naar de gelijknamige fjord.

## Plaatsen in de gemeente
- Eikelandsosen
- Fusa
- Hagavik
- Osøyro
- Søfteland
- Søre Øyane
- Søvik

Het bestuurlijke centrum van de gemeente is de plaats Osøyro.
Alver ·  Askvol · Askøy · Aurland · Austevoll · Austrheim · Bergen · Bjørnafjorden · Bremanger · Bømlo · Eidfjord · Etne · Fedje · Fitjar · Fjaler · Gloppen · Gulen · Hyllestad · Høyanger · Kinn · Kvam · Kvinnherad · Luster · Lærdal · Masfjorden · Modalen · Osterøy · Samnanger · Sogndal · Solund · Stad · Stord · Stryn · Sunnfjord · Sveio · Tysnes · Ullensvang · Ulvik · Vaksdal · Vik · Voss · Øygarden · Årdal

Fylker van Noorwegen